# Конрад фон Меренберг
Конрад фон Меренберг (на немски: Konrad von Merenberg; † сл. 1256 или сл. 1258) е господар на господството Меренберг и Глайберг.

## Произход и наследство
Той е син на граф Хартрад III фон Меренберг († сл. 1233) и втората му съпруга Елизабет фон Витгенщайн († сл. 1233/1255), дъщеря на граф Вернер I фон Батенберг-Витгенщайн († пр. 1215) и фон Валдек († сл. 1190), дещеря на граф Фолквин II фон Шваленберг († 1178/1187). Внук е на Хартрад II фон Меренберг „Стари“ († сл. 1189) и Ирмгард фон Глайберг, дъщеря на граф Вилхелм фон Глайберг († сл. 1158) и Салома фон Гисен-Изенбург († сл. 1197). Брат е на Витекинд фон Меренберг († сл. 1259), фогт на Вецлар, Готфрид фон Меренберг († сл. 1250), Вернер фон Меренберг († сл. 1244) и Хартрад фон Меренберг (* пр. 1215).
През 1163 г., чрез женитбата преди това, половината от замък Меренберг и господство Глайберг със замъка и някои земи в Оберлангау, отиват на Меренбергите, които наследяват и графските права. Родът фон Меренберг измира по мъжка линия през 1328 г.

## Фамилия
Първи брак: с Гуда († сл. 1233). Те имат четири деца:
- Хартрад фон Меренберг († сл. 1256)
- Юта фон Меренберг (* пр. 1244; † сл. 1263/сл. 1300), омъжена за Дитрих III фон Изенбург († сл. 1273), син на Салентин I фон Изенбург († ок. 1219)
- Имагинис фон Меренберг († сл. 1257), омъжена сл. 1236 г. за Вернер IV фон Боланден († 1258/1262), син на Вернер III фон Боланден († сл. 1221) и Агнес фон Изенбург
- Готфрид фон Меренберг († сл. 1265)

Втори брак: пр. 29 септември 1348 г. с Матилда фон Диц-Вайлнау († сл. 1234/сл. 1257), дъщеря на Хайнрих III фон Диц ? († ок. 1234). Бракът е бездетен.